# Сташевский, Александр Осипович
Александр Осипович Сташевский (12 (24) марта 1889, дер. Думичи Минской губернии (ныне Бобовнянский сельсовет, Копыльский район, Минская область, Белоруссия) — 11 декабря 1938, БССР) — белорусский советский государственный и политический деятель. Секретарь ЦИК Белорусской ССР (1921—1923). Народный комиссар внутренних дел (1926—1928). Нарком юстиции Белорусской ССР (1928—1931). Генеральный прокурор Белорусской ССР (1928—1931). Член Центральной контрольной комиссии КП(б) Белоруссии (1929—1933).

## Биография
Окончил Копыльское народное училище, в 1911 году — учительская семинарию в Несвиже. В 1911—1914 годах — учительствовал. Участник Первой мировой войны. Служил поручиком на Юго-Западном фронте. После демобилизации в начале 1918 года — Ярославле участвовал в белорусском национальном движении, член организации «Маладая Беларусь», которая вела культурно-просветительскую работу среди белорусских беженцев. С октября 1918 года — на нелегальном положении в Минске, член Белорусской партии социалистов-революционеров. В 1919—1920 годах — на подпольной работе в Белоруссии. Участвовал в организации антипольского подполья и партизанского движения. В 1920 году окончил Белорусский педагогический институт в Минске. В том же году вступил в РКП(б).
С июля 1920 года — в РККА, командовал взводом, ротой. С ноября 1921 года по сентябрь 1924 г. — секретарь ЦИК ССР Белоруссии и Совнаркома БССР, с июля 1924 по 1926 год — председатель Исполнительного комитета Полоцкого окружного Совета. Подписант Заявления 32-х.
С февраля 1926 года — нарком внутренних дел Белорусской ССР, с сентября 1928 года — нарком юстиции и прокурор Белорусской ССР. Член Президиума ЦИК БССР (1921—1924, 1927—1931). Член Ревизионной комиссии КП (б) Белоруссии в 1924—1925 гг., ЦК КП (б) Белоруссии — в 1929—1931 годах.
С 16.2.1929 по 23.1.1932 года — член ЦКК КП(б) Белоруссии.
В конце 1930 года был безосновательно обвинён в принадлежности к «антипартийной» группе В. Игнатовского — Д. Жилуновича, снят с должности и назначен председателем Бобруйского райисполкома. 18 февраля 1931 года исключён из состава ЦК Коммунистической партии Беларуси. С осени 1931 года — на педагогической работе в РККА. Позже, заведующий факультетом БГУ, затем — директор Гомельского сельскохозяйственного педагогического института (ныне Гомельский государственный университет).
27 апреля 1937 года был арестован в Гомеле. Обвинён в «антисоветской деятельности». 29 октября 1937 года «тройка» НКВД приговорила его к смертной казни. Расстрелян 11 декабря 1938.
Реабилитирован посмертно в 1957 году.